# Маерманов, Кажимурат Нургалиевич
Кажимурат Нургалиевич Маерманов (3 февраля 1954, с. Бор-Форпост, Волчихинский район, Алтайский край, РСФСР, СССР), представитель высшего командования Вооружённых сил Республики Казахстан, заместитель министра обороны Республики Казахстан (2007—2009), генерал-лейтенант.

## Биография
Родился 3 февраля 1954 года в селе Бор-Форпост Волчихинского района Алтайского края.
Воинскую службу начал в июне 1972 года в Группе советский войск в Германии.
В 1974 году — санинструктор артиллерийского полка танковой дивизии ГСВГ (сверхсрочная служба).
В 1974 году — курсант школы прапорщиков ГСВГ.
В 1975 году — старшина зенитно-ракетной артиллерийской батареи мотострелкового полка танковой дивизии ГСВГ.
В апреле 1975 года — командир огневого взвода батареи 122 мм гаубиц артиллерийского полка танковой дивизии ГСВГ.
В 1982 году окончил Ленинградское высшее артиллерийское училище, по окончании которого находился в распоряжении Главнокомандующего ГСВГ.
В сентябре 1982 года назначен командиром огневого взвода самоходно-артиллерийской батареи артиллерийского дивизиона (152 мм самоходных гаубиц) самоходно-артиллерийского полка ГСВГ.
В 1984 году — Командир огневого взвода — старший офицер на самоходно-артиллерийской батареи артиллерийского дивизиона (152 мм самоходных гаубиц) самоходно-артиллерийского полка ГСВГ.
С октября 1984 года помощник начальника артиллерии мотострелкового полка ГСВГ.
В ноябре 1985 года назначен начальником штаба — заместитель командира артиллерийского дивизиона танкового полка ГСВГ.
В ноябре 1986 года — начальник штаба — заместитель командира гаубичного самоходного артиллерийского дивизиона танкового полка ГСВГ.
С августа по октябрь 1987 года — в распоряжение командующего войсками САВО.
В октябре 1987 года назначен начальником штаба — заместителем командира тяжёлого гаубичного артиллерийского дивизиона артиллерийского полка.
В декабре 1987 года — начальник штаба — заместитель командира противотанкового дивизиона артиллерийского полка.
В ноябре 1988 года — командир противотанкового артиллерийского дивизиона артиллерийского полка.
С мая 1989 года являлся преподавателем военной кафедры Казахского политехнического института.
В феврале 1993 года — начальник цикла — старший преподаватель военной кафедры Казахского политехнического института.
В сентябре 1993 года назначен командиром артиллерийского полка танковой дивизии.
В 1997 году окончил военную академию Генерального штаба Вооружённых сил Российской Федерации. По окончании академии проходил службу на должности начальника ракетных войск и артиллерии Министерства обороны Республики Казахстан.
В июле 1997 года назначается на должность заместителя начальника департамента — начальника ракетных войск и артиллерии Министерства обороны Республики Казахстан департамента специальных войск МО РК.
В декабре 1997 года — начальник ракетных войск и артиллерии Армейского корпуса.
В мае 1998 года — начальник ракетных войск и артиллерии СОН Вооружённых сил Республики Казахстан.
В сентябре 2000 года зачислен в распоряжение Министра обороны Республики Казахстан.
С октября 2000 года командующий ракетными войсками и артиллерией Вооружённых сил Республики Казахстан.
В январе 2003 года назначается начальником Главного управления ракетных войск и артиллерии ВС РК.
В сентябре 2003 года распоряжением главы государства назначен командующим ракетными войсками и артиллерией Вооружённых сил Республики Казахстан.
В апреле 2007 года Распоряжением Президента Республики Казахстан назначен заместителем Министра обороны Республики Казахстан.
14 апреля 2009 года Пресс-служба Комитета национальной безопасности РК распространила сообщение:
Комитетом национальной безопасности РК в рамках уголовного дела расследуются действия должностных лиц Министерства обороны допущенных при заключении и реализации ряда контрактов с израильскими фирмами "IMI" и "Soltam Systems" по приобретению реактивных систем залпового огня "Найза" и модернизации артиллерийских систем "Семсер" и "Айбат". Официальным представителем которых является Борис Шейнкман.
Данное уголовное дело было возбуждено в августе 2008 года по итогам доследственной проверки материалов Счетного комитета РК о фактах неэффективного использования Министерством обороны республики бюджетных средств на сумму более 82 млн. долларов США.
Следствием установлено, что контракты заключались с 2006 года под непосредственным руководством заместителя министра обороны генерал-лейтенанта Кажимурата Маерманова.
10 апреля 2009 года следственным департаментом КНБ РК предъявлено обвинение заместителю Министра обороны РК генерал-лейтенанту Маерманову К.Н. по ст.380 ч.2 УК,- злоупотребление должностными полномочиями и превышение власти, повлёкшие тяжкие последствия. Военным судом санкционирована мера пресечения – арест.

Ведется расследование.
В феврале 2010 года Главная военная прокуратура Республики Казахстан распространила следующее сообщение:
За совершение коррупционных преступлений, злоупотребление властью, получение взятки и превышение служебных полномочий Кажимурат Маерманов осужден к 11 годам лишения свободы с конфискацией имущества

## Награды
- Орден «Данк» II степени (лишён ордена в 2010 году[5])